# タイアニ・ラインデルス
- ティジャニ・ラインデルス
- タイアニ・ラインダース

タイアニ・マルティヌス・ヤン・ラインデルス・レカトムペシー（Tijjani Martinus Jan Reijnders Lekatompessy, 1998年7月29日）は、オランダ・ズヴォレ出身のサッカー選手。プレミアリーグ・マンチェスター・シティFC所属。ポジションはMFで主に守備的MFとしてプレーする。

## クラブ経歴
2017年8月13日、PECズヴォレにて、エールディヴィジのローダJC戦でプロデビューを果たした。
2017年8月、AZアルクマールと3年契約を交わし、12月に正式にトップチームへと昇格した。2019-20シーズンの1月、ハーフシーズンのレンタルでRKCヴァールヴァイクにレンタルされた。
2023年7月19日、ACミランに移籍した。契約期間は2028年6月30日までの5年間。2023年8月21日、開幕戦となる第1節ボローニャFC戦にてスタメン出場しセリエAデビューを果たす。11月11日、第12節USレッチェ戦にてサムエル・チュクウェゼからのパスを受け、ペナルティーエリア内までドリブル後にシュートを決め、待望のセリエA初ゴールをマークした。
2025年3月3日、クラブとの契約を2030年6月30日まで延長した。
2025年6月11日、マンチェスター・シティFCはラインデルスを完全移籍で獲得したと発表。契約期間は5年間。

## 人物
父親のマルティンは1990年代にPECズヴォレでプレーしたプロサッカー選手であり、自身の2歳下の弟エリアノも同じくオランダ国内で活躍するサッカー選手である。また、父親はオランダ人、母親はインドネシア人であるため、オランダとアンボン, マルク州 の国籍を保有している。
名前の「Tijjani」はオランダ語由来の名前ではなくナイジェリアのサッカー選手ティジャニ・ババンギダに由来するため、「ティジャニ」と発音される。

## 個人成績

### クラブ
2025年5月25日現在
| クラブ                  | シーズン     | リーグ戦               | リーグ戦 | リーグ戦 | 国内カップ | 国内カップ | 国際大会 | 国際大会 | 合計 | 合計 |
| クラブ                  | シーズン     | ディビジョン           | 出場     | 得点     | 出場       | 得点       | 出場     | 得点     | 出場 | 得点 |
| ----------------------- | ------------ | ---------------------- | -------- | -------- | ---------- | ---------- | -------- | -------- | ---- | ---- |
| PECズヴォレ             | 2017-18      | エールディヴィジ       | 1        | 0        | -          | -          | -        | -        | 1    | 0    |
| ヨングAZ                | 2017-18      | エールステ・ディヴィジ | 32       | 6        | -          | -          | -        | -        | 32   | 6    |
| ヨングAZ                | 2018-19      | エールステ・ディヴィジ | 36       | 8        | -          | -          | -        | -        | 36   | 8    |
| ヨングAZ                | 2019-20      | エールステ・ディヴィジ | 16       | 3        | -          | -          | -        | -        | 16   | 3    |
| ヨングAZ                | 2020-21      | エールステ・ディヴィジ | 8        | 2        | -          | -          | -        | -        | 8    | 2    |
| ヨングAZ                | 通算         | 通算                   | 92       | 19       | -          | -          | -        | -        | 92   | 19   |
| AZアルクマール          | 2017-18      | エールディヴィジ       | 1        | 0        | -          | -          | -        | -        | 1    | 0    |
| AZアルクマール          | 2018-19      | エールディヴィジ       | 0        | 0        | 1          | 0          | -        | -        | 1    | 0    |
| AZアルクマール          | 2019-20      | エールディヴィジ       | 3        | 0        | -          | -          | -        | -        | 3    | 0    |
| AZアルクマール          | 2020-21      | エールディヴィジ       | 22       | 0        | 0          | 0          | -        | -        | 22   | 0    |
| AZアルクマール          | 2021-22      | エールディヴィジ       | 36       | 6        | 4          | 0          | 7        | 0        | 47   | 6    |
| AZアルクマール          | 2022-23      | エールディヴィジ       | 34       | 3        | 2          | 0          | 18       | 4        | 54   | 7    |
| AZアルクマール          | 通算         | 通算                   | 96       | 9        | 7          | 0          | 25       | 4        | 128  | 13   |
| ヴァールヴァイク (loan) | 2019-20      | エールディヴィジ       | 8        | 0        | -          | -          | -        | -        | 8    | 0    |
| ミラン                  | 2023-24      | セリエA                | 36       | 3        | 2          | 0          | 12       | 1        | 50   | 4    |
| ミラン                  | 2024-25      | セリエA                | 37       | 10       | 7          | 2          | 10       | 3        | 54   | 15   |
| ミラン                  | 通算         | 通算                   | 73       | 13       | 9          | 2          | 22       | 4        | 104  | 19   |
| キャリア通算            | キャリア通算 | キャリア通算           | 270      | 41       | 16         | 2          | 47       | 8        | 333  | 51   |

### 代表
試合数
2025年5月25日現在
- 国際Aマッチ 8試合 1得点（2023年 - ）

| オランダ代表 | 国際Aマッチ | 国際Aマッチ |
| 年           | 出場        | 得点        |
| ------------ | ----------- | ----------- |
| 2023         | 6           | 0           |
| 2024         | 13          | 3           |
| 2025         | 2           | 1           |
| 通算         | 22          | 4           |